# Кінтореїт
Кінтореїт (англ. kintoreite) — рідкісний мінерал класу фосфатів, арсенатів та ванадатів, групи крандаліту.
Назва за місцем першої знахідки мінералу кар'єр Кінтор (Kintore) (Брокен-Гілл, Південна Австралія)..

## Загальний опис
Хімічна формула: PbFe3+3(PO4)2(OH, H2O)6. Містить (%): Fe — 25,07; P — 9,27; H — 1,13; Pb — 31,01; O — 33,52. Кристали ромбоедричні або у вигляді сферолітів. Сингонія триклінна. Твердість 4. Густина 4,25 — 4,34. Спайність досконала. Колір кремовий, переходить в жовтувато-зелений, зеленувато-коричневий, коричнево-жовтий. Риса жовтувато-зелена. Блиск скляний, жирний.

## Розповсюдження
Рідкісний другорядний мінерал, який утворюється в зоні окиснення свинцево-цинкових родовищ в асоціації з сегнітитом, міметезитом, піроморфітом, лібетенітом, апатитом, гетитом. Осн. знахідки: кар'єр Кінтор (Kintore) (Брокен-Гілл, Південна Австралія), шахта Клара (поблизу Обервольфаха, Німеччина) та шахта «Ігельшлат» (поблизу Графенхаузена, Німеччина).